# 貝原俊民
貝原俊民（日语：／ Kaihara Toshitami，1933年8月24日—2014年11月13日），佐賀縣武雄市人，日本政治人物。
早年毕业于东京大学法学部，之后供职于兵库县。1986年11月24日起担任兵库县知事。1995年1月，阪神大地震发生后，他积极指挥救灾，并大力实施灾后重建，颇受兵库县民的尊敬，2001年7月31日卸任。2014年11月13日下午，他在神戶市中央區港島因车祸遭撞而遇难，享壽81歲。